# Carl Meijer
Carl Meijer (Leiden, 18 november 1987) is een Nederlands ondernemer.
Carl Meijer startte op 16-jarige leeftijd zijn eerste onderneming in internetmarketing. Met de winst uit deze onderneming kocht Meijer in 2006 een ander internetbedrijf over.
Twee jaar later ontwikkelde hij een bloemenvaas die onder warm kraanwater in elke gewenste vorm gebracht kan worden. Een jaar na zijn eerste product ontwikkelde Meijer een kerstboom die binnen 12 uur uitgroeide.
Sinds 2007 is Meijer investeerder in venture capitals van jonge ondernemers. Na zijn behaalde successen kwam Meijer in 2008 binnen op nummer 7 in de top 25 beste ondernemers onder 25 jaar van het zakenblad Sprout.
Meijer is bezig met een eigen tv-programma.

## Schoolcarrière
Meijer sloot in 2005 op het Visser 't Hooft Lyceum de HAVO af en studeerde hierna rechten aan de Hogeschool Leiden. Na een half jaar rechten gestudeerd te hebben brak de destijds 18-jarige ondernemer zijn studie af om zich volledig op zijn ondernemingen te richten.